# Абусеитова, Майра Бекжумановна
Майра Бекжума́новна Абусеи́това (1 мая 1925, Акмолинск, Киргизская АССР — 10 октября 1996, Алма-Ата) — советская режиссёр дубляжа.

## Биография
В 1947 окончила Алма-Атинскую школу киноактёров, где она познакомилась со своим мужем, Куатом Абусеитовым. Творческую деятельность начала как актриса в студии художественных фильмов (сейчас — «Казахфильм»).
Под её руководством на казахский язык продублировано около 500 полнометражных художественных фильмов, в том числе «Навстречу жизни» (1952), «Председатель» (1964), «Ленин в Польше» (1966), «Преступление и наказание» (1970), «Открытая книга» (1974), «Будьте моим мужем» (1981), «Факты минувшего дня» (1981), «Звездопад» (1982). Её дебютной работой был дубляж американского фильма 1938 года «Большой вальс». Снялась в эпизодической роли в фильме «Дочь степей» (1954).
В 1975 году присвоено звание «Заслуженный деятель искусств Казахской ССР»

## Семья
Муж — Куат Аширбекович Абусеитов (1925—2003), кинорежиссёр;
- сын — Абусеитов, Масугут Хуатович (род. 21.5.1945)- кинооператор;
- сын — Кайрат (род. 20.10.1955) — дипломат, кандидат исторических наук, доцент;
- дочь — Меруерт, директор Института востоковедения МОН РК[5][6].